# 亨利山 (奧次地)
亨利山（英語：Henry Mesa），是南極洲的山峰，位於奧次地，處於馬洛克冰川以南7公里的希普冰川西岸，海拔高度1,430米，美國地質調查局根據測量和該國海軍的空中照片繪入地圖，現時由南極條約體系管理。